# Moneda local
En economia, una moneda local, és una moneda que es pot gastar en una àrea en particular en les organitzacions participants. En general, actuarà com una moneda complementària, a utilitzar sense substituir la moneda nacional. El propòsit és fomentar la despesa dins de la comunitat local, especialment amb empreses de propietat local. Això també pot ajudar a reduir la petjada mediambiental.:1
La moneda no pot ser recolzada per un govern nacional o tenir un curs legal. Com a eina de localisme fiscal, la moneda local pot augmentar la consciència sobre l'estat de l'economia local. Són útils per a les persones que no estan familiaritzades o incòmodes amb la barata tradicional.
Abasten una àmplia gamma de formes, tant física com econòmicament, i sovint s'associen amb un discurs econòmic en particular.

## Beneficis
Les monedes locals, amb una taxa d'interès negativa, tendeixen a circular molt més ràpidament que les monedes nacionals. La mateixa quantitat de moneda en circulació s'empra més vegades, comportant una major activitat econòmica en general. Es produeix un major benefici per unitat. Aquesta més alta velocitat de diners és el resultat de la taxa d'interès negativa que anima la gent a gastar els diners més ràpidament.
Les monedes locals permeten a la comunitat utilitzar més plenament els seus recursos productius existents, especialment la mà d'obra desocupada, que té un efecte potenciador sobre la resta de l'economia local. Es basa en la premissa que la comunitat no està utilitzant plenament les seves capacitats productives, a causa de la manca de poder adquisitiu local. La moneda alternativa s'utilitza per augmentar la demanda, el que es tradueix en una major explotació dels recursos productius. En tant que l'economia local està funcionant a ple rendiment, la introducció de la moneda local no té per què ser inflacionària, fins i tot quan es tradueix en un augment significatiu de la massa monetària total i de l'activitat econòmica total.
Atès que les monedes locals només s'accepten dins de la comunitat, el seu ús estimula la compra de béns i serveis produïts localment i disponibles localment. Per tant, per a qualsevol nivell d'activitat econòmica, la majoria de les prestacions s'atorguen a la comunitat local i menys a d'altres parts del país o del món. Per exemple, els treballs de construcció dutes a terme amb monedes locals empren mà d'obra local i utilitzen, en la mesura del possible, materials locals. L'efecte local millorat esdevé un incentiu perquè la població local accepti i utilitzi els vals.